# جويل اكوستا
جويل اكوستا (بالإسبانية: Joel Acosta)‏ (16 يناير 1991 بفيلا جوبيرنادور غالفيز في الأرجنتين - ) هو لاعب كرة قدم أرجنتيني في مركز الوسط. شارك مع منتخب الأرجنتين تحت 20 سنة لكرة القدم. أما مع النوادي، فقد لعب مع أوليمبو وبوكا جونيورز ونادي بيسكارا ونادي سيينا ونادي ألميرانته براون.

## روابط خارجية
- جويل اكوستا على موقع قاعدة بيانات كرة القدم.إي يو (الإنجليزية)
- جويل اكوستا على موقع Soccerway.com (الإنجليزية)